# Jürgen Huss
Jürgen Huss (* 8. Februar 1937) ist ein deutscher Forstwissenschaftler. Er war Ordinarius für Waldbau an der Albert-Ludwigs-Universität Freiburg. Bekannt ist er vor allem durch das gemeinsam mit Peter Burschel verfasste Lehrbuch Grundriß des Waldbaus (1987).

## Leben und Wirken
Jürgen Huss studierte Forstwissenschaft in Göttingen, Wien und Edinburgh. 1964 wurde er an der Forstlichen Fakultät der Georg-August-Universität Göttingen mit der Dissertationsschrift Untersuchungen über die natürliche Verjüngung der Buche. Die Entwicklung des Aufschlages nach der Mast 1960 zum Dr. forest. promoviert. Mit dieser Arbeit, die vorrangig ökologische Fragestellungen verfolgte, hatte er sich als Spezialist für die Naturverjüngung ausgewiesen. Seine Ergebnisse flossen auch in das zusammen mit Peter Burschel und Reinhard Kalbhenn verfasste Fachbuch Die natürliche Verjüngung der Buche (1964) ein, das als Band 34 der  Schriftenreihe der Forstlichen Fakultät der Universität Göttingen und Mitteilungen der Niedersächsischen Forstlichen Versuchsanstalt erschien. 
Nachdem er mit dem Referendariat die Ausbildung für den höheren Forstdienst in der Landesforstverwaltung Niedersachsen mit der Großen Forstlichen Staatsprüfung (2. Staatsexamen) abgeschlossen hatte, arbeitete er als Assistent am Waldbau-Institut der Göttinger Forstfakultät. Dort habilitierte er sich 1977 mit der Schrift Vergleichende ökologische Untersuchungen über die Reaktionen junger Fichten auf Lichtentzug und Düngung im Freigelände und in Beschattungskästen. Huss wechselte dann an die Ludwig-Maximilians-Universität München, wo er am Lehrstuhl für Waldbau und Forsteinrichtung das letztere Fach übernahm, während Peter Burschel das Fach Waldbau vertrat. Zusammen mit ihm verfasste Huss auch das bedeutende Lehrbuch Grundriß des Waldbaus. Ein Leitfaden für Studium und Praxis (1987), das als sein Hauptwerk gelten kann und ein Standardwerk des Hochschulunterrichts in diesem Fach ist. Im Jahr 2003 erschien die dritte Auflage. 1986 nahm Huss den Ruf als Nachfolger des emeritierten Helmut Schmidt-Vogt an das Waldbau-Institut der Albert-Ludwigs-Universität in Freiburg im Breisgau an und leitete dieses in Verbindung mit dem zugehörigen Lehrstuhl bis zu seiner Pensionierung. Sein Nachfolger als Waldbau-Professor wurde im Jahr 2003 Jürgen Bauhus. 
Waren bereits Huss’ Untersuchungen zur Buchen-Naturverjüngung auch auf die Praxis ausgerichtet, stand diese bei seinen Versuchen zur Verjüngung und Pflege von Kiefern- und Fichtenbeständen im Vordergrund. Infolge solch starker Orkane wie „Daria“, „Vivian“ und „Wiebke“ (alle 1990) sowie „Lothar“ (1999) richtete sich sein wissenschaftliches Augenmerk verstärkt auf die natürliche und künstliche Wiederbewaldung von Sturmschadensflächen. Diesbezügliche Forschungsprojekte vereinigten grundlagenorientierte und angewandte Aspekte des Waldbaus. Somit ist Huss auch nach seiner Pensionierung weiter in der Forschung aktiv, wertet Daten langfristiger Versuche aus, betreut Diplomarbeiten und engagiert sich bei der Veranstaltung von Exkursionen, besonders für Gruppen ausländischer Studierender.

## Schriften
- Untersuchungen über die natürliche Verjüngung der Buche. Die Entwicklung des Aufschlages nach der Mast 1960. Dissertation. Göttingen 1964.
- mit Peter Burschel, Reinhard Kalbhenn: Die natürliche Verjüngung der Buche. Schriftenreihe der Forstlichen Fakultät der Universität Göttingen und Mitteilungen der Niedersächsischen Forstlichen Versuchsanstalt (Band 34). Frankfurt am Main 1964.
- Vergleichende ökologische Untersuchungen über die Reaktionen junger Fichten auf Lichtentzug und Düngung im Freigelände und in Beschattungskästen. Habilitationsschrift. Göttinger bodenkundliche Berichte (Band 51). Göttingen 1977.
- Leitfaden für die Anfertigung von Diplomarbeiten und Dissertationen in der Forstwissenschaft und verwandten Fachgebieten. Frankfurt am Main 1984. 2. Auflage: 1994, ISBN 3-7939-0760-0.
- (Hrsg.): Luftbildmessung und Fernerkundung in der Forstwirtschaft. Karlsruhe 1984, ISBN 3-87907-131-4.
- mit Peter Burschel: Grundriß des Waldbaus. Ein Leitfaden für Studium und Praxis. Pareys Studientexte (Nr. 49), Hamburg und Berlin 1987. 2. Auflage 1997; 3. Auflage: Stuttgart (Hohenheim) 2003, ISBN 3-8001-4570-7.
- (Mitherausgeber): Wiederbewaldung von Sturmschadensflächen. Waldbauliche Strategien in Forschung und Praxis. Erfahrungen und Empfehlungen. Beiträge zu einem gemeinsamen Kolloquium von Forstwissenschaftlicher Fakultät der Universität Freiburg und Forstlicher Versuchs- und Forschungsanstalt Baden-Württemberg am 21. und 22. September 2000 in Freiburg. Berichte Freiburger forstliche Forschung (Heft 25). Freiburg im Breisgau 2001.
- Schreiben und Präsentieren in den angewandten Naturwissenschaften, Verlag Kessel, Remagen 2014;  Leseprobe: http://forstbuch.de/HussLeitfadenLeseprobe.pdf